# Whangamatā Harbour
Whangamatā Harbour ist ein Naturhafen der Coromandel Peninsula auf der Nordinsel von Neuseeland.

## Geographie
Der Whangamatā Harbour befindet sich an der Ostküste der Coromandel Peninsula mit Zugang zum Pazifischen Ozean. Whangamatā, als einziger Ort liegt am südlichen Ende des Naturhafens und direkt am rund 125 m breiten Hafeneingang. Die Länge des Gewässers beträgt rund 4,5 km und an seiner breitesten Stelle misst es rund 1,5 km. Die Küstenlinie des länglichen, nur mit einem Seitenarm versehenen Naturhafens erstreckt sich über rund 20 km. Zu erreichen ist der Naturhafen, der administrativ zum Thames-Coromandel District und zur Region Waikato gehört, über den New Zealand State Highway 25, der am Westufer des Hafens vorbeiführt.

## Whangamata Marina
Am nordwestlichen Ende des Ortes Whangamatā befindet sich der 209 Liegeplätze umfassende Yachthafen, für den der anfängliche Teil des Nebenarms, Moanaanuanu Estuary genannt, ausgebaggert und der Priel, der zur tiefer liegenden Hafenmitte führt, vertieft wurde.